# محمد محمدي باي بن خان
محمد محمدي باي بن خان هو باي قسنطينة وحاكم بايلك الشرق ضمن أيالة الجزائر في العهد العثماني. امتد حكمه بين سنتي 1824 و1826 ليخلفه فيما بعد أحمد باي بن محمد الشريف.